# Mont Ōsasa
Le mont Ōsasa (大笹峰, Ōsasa-mine) est une montagne culminant à 1 808 m d'altitude dans les plateaux de Chushin à Nagawa dans la préfecture de Nagano au Japon. La montagne fait partie du parc quasi national de Yatsugatake-Chūshin Kōgen.
Au sommet du mont se trouve la station de sports d'hiver Blanche Takayama.

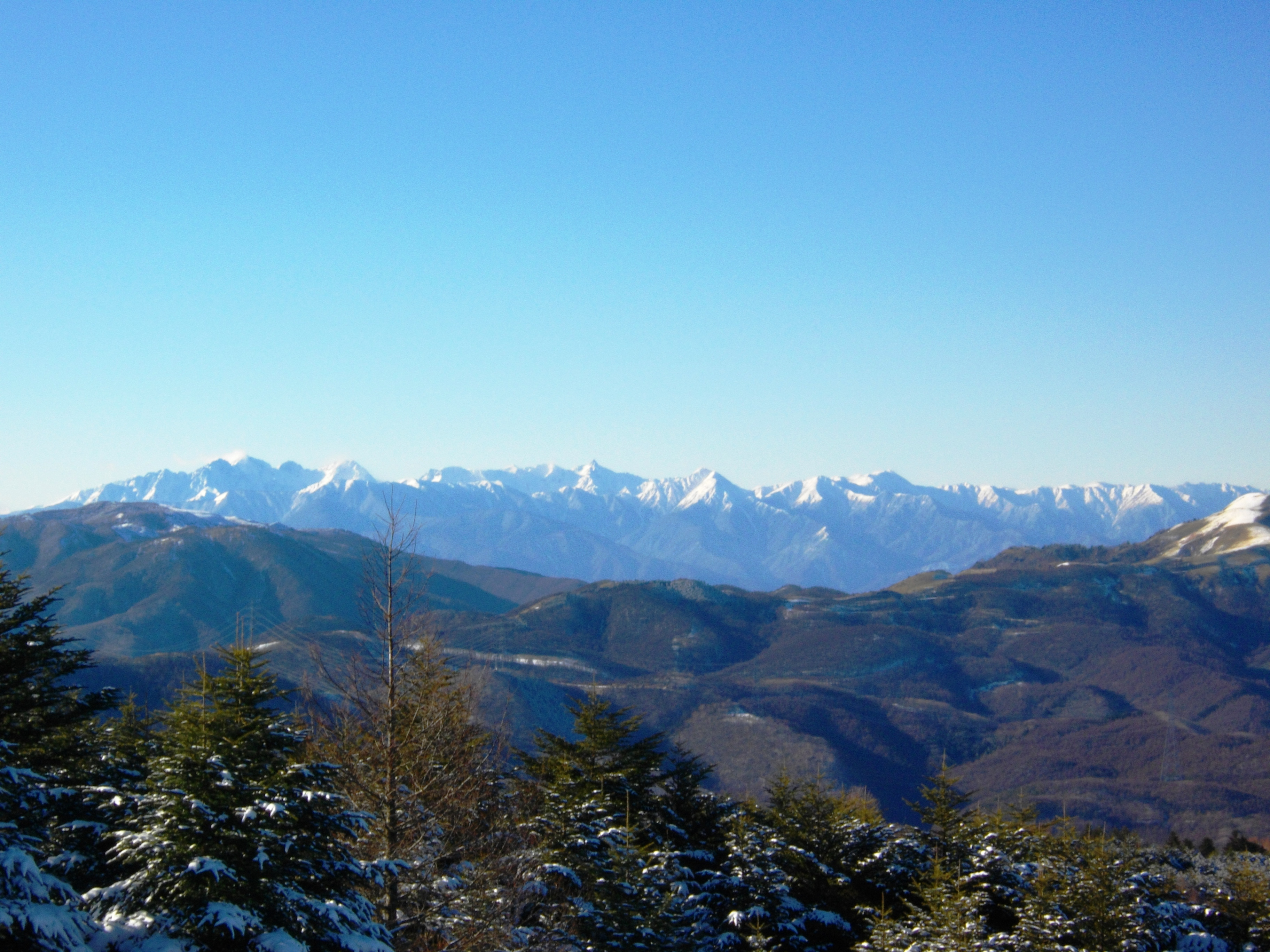
Partie méridionale des monts Hida depuis le sommet du mont Ōsasa
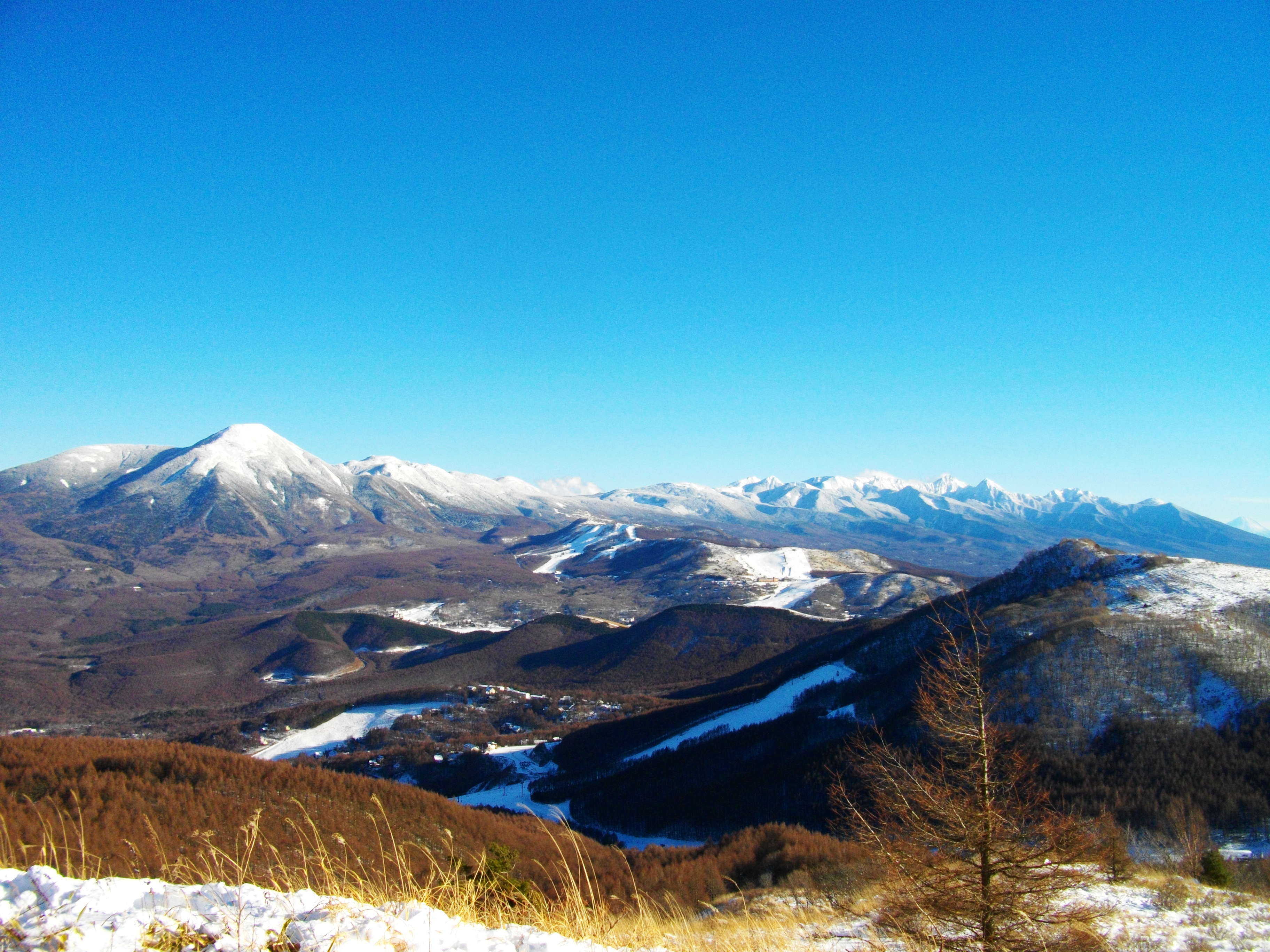
Vue des monts Yatsugatake avec le mont Tateshina et le mont Fuji depuis le sommet du mont Ōsasa
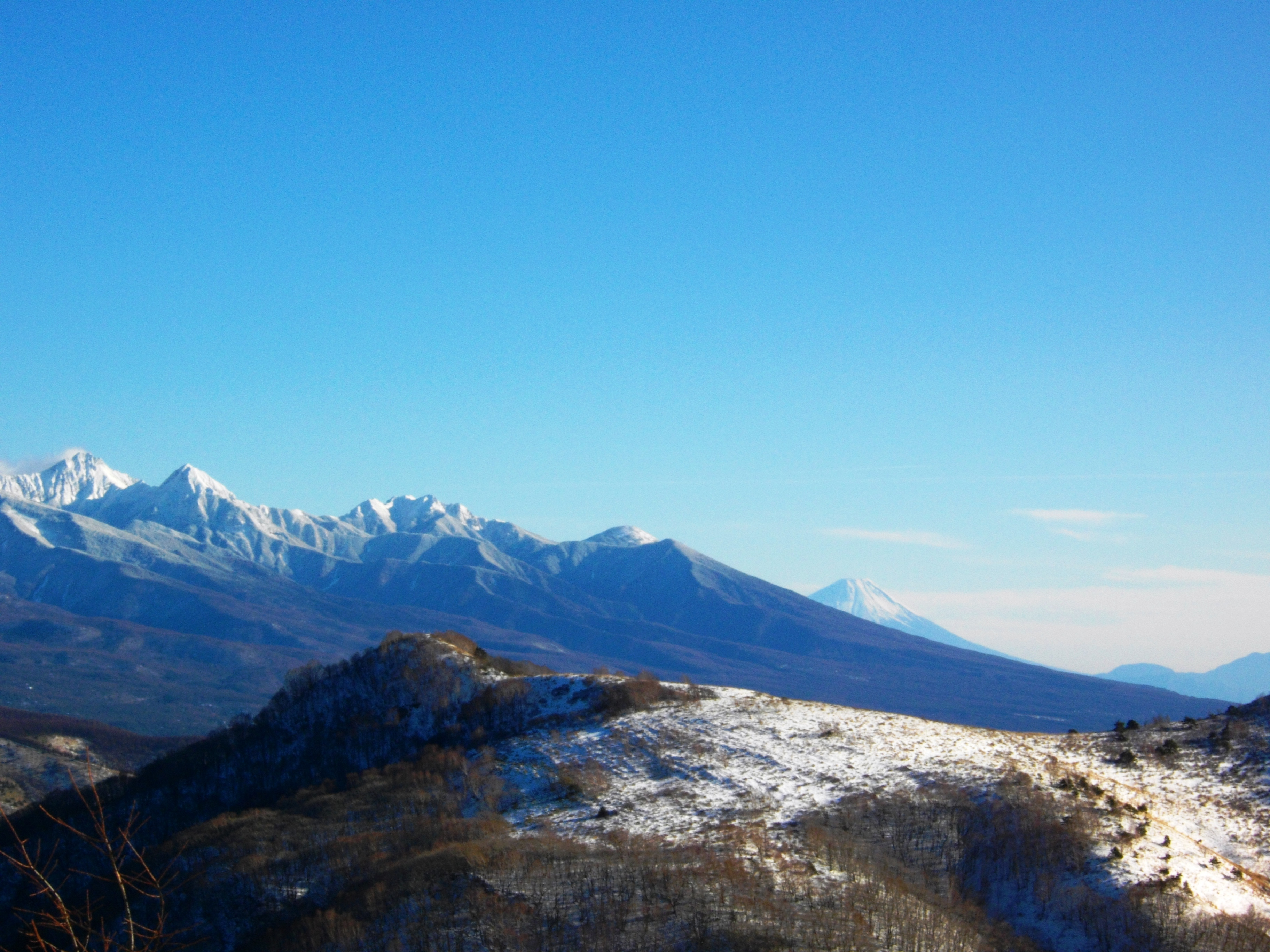
Vue du mont Fuji et du groupe volcanique méridional de Yatsugatake depuis le sommet du mont Ōsasa
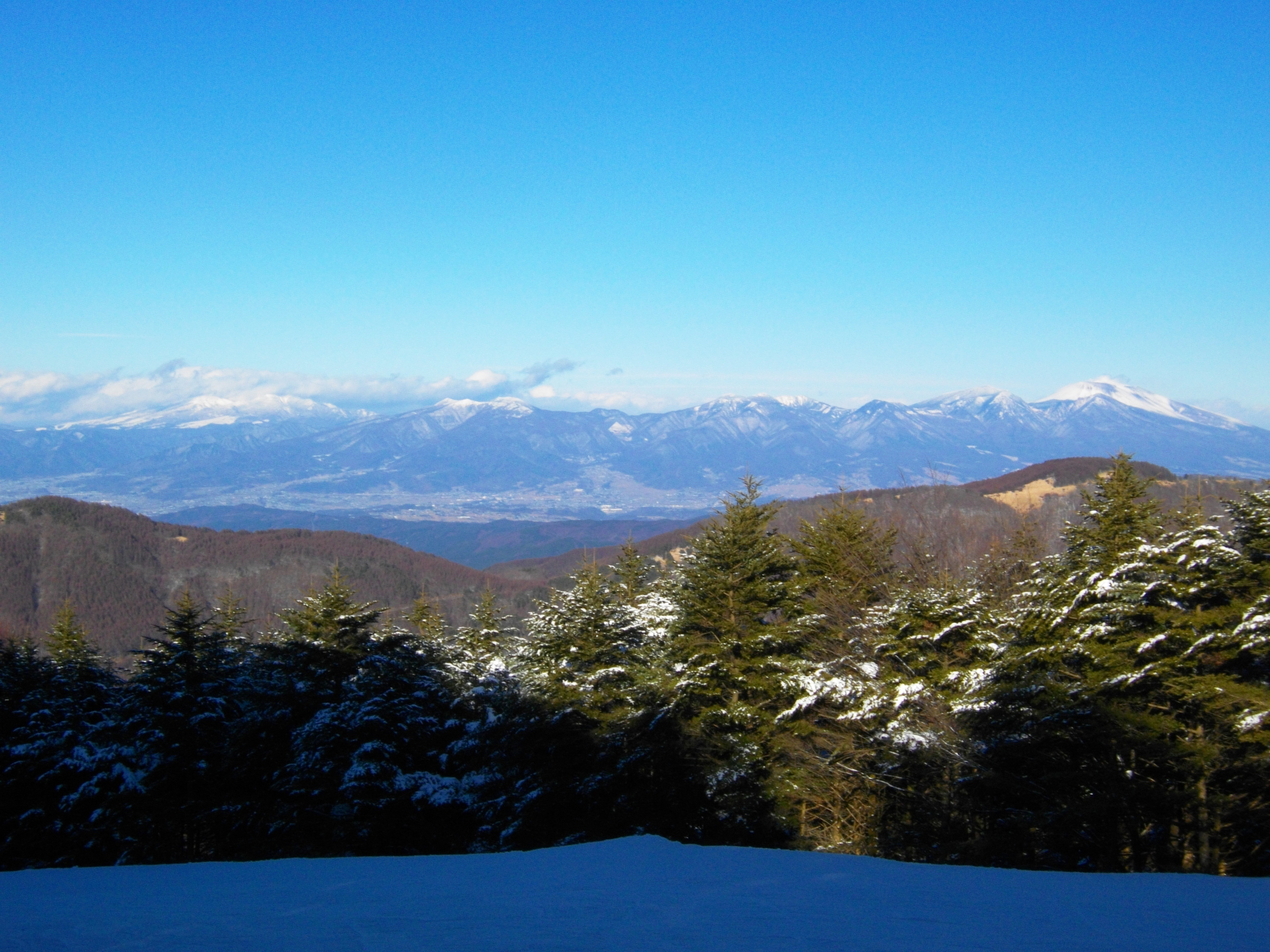
Vue des monts Asana depuis le sommet du mont Ōsasa